# Museum Plantin-Moretus
Het Museum Plantin-Moretus is een historisch museum in Antwerpen, België, over de drukkersfamilie Plantin-Moretus.

## Geschiedenis van het gebouw
Het pand met de drukkerij is gelegen aan de Vrijdagmarkt in Antwerpen. In de zestiende eeuw bevond zich hier de boekdrukkerij Plantijn, die door Christoffel Plantijn werd gesticht. Na zijn dood werd de drukkerij overgenomen door zijn schoonzoon Jan I Moretus. De drukkerij werd de ontmoetingsplaats voor tal van geleerden en humanisten, zoals Justus Lipsius en Simon Stevin.
In 1876 verkocht Edouard Moretus Plantin de drukkerij met volledige inboedel aan de stad Antwerpen en de Belgische staat. Een jaar later, in 1877, kon het publiek het woonhuis en de drukkerij bezoeken.
Nadat het museum in 1944 zwaar beschadigd was door een Duitse V2-raket, werd het in 1951 heropend.
In 2002 werd dit museum genomineerd als UNESCO werelderfgoed en in 2005 effectief, als eerste museum ooit, op de lijst van werelderfgoed geplaatst, wegens de uitzonderlijk goed bewaarde historische drukkerij uit de zestiende eeuw.
Eind september 2016 heropende het museum na een grondige renovatie en met een nieuwbouw (met leeszaal en depot voor papieren erfgoed ) die uitkomt op de Heilige Geeststraat. De gevel van deze leeszaal verwijst naar een letterbak.

## Collectie

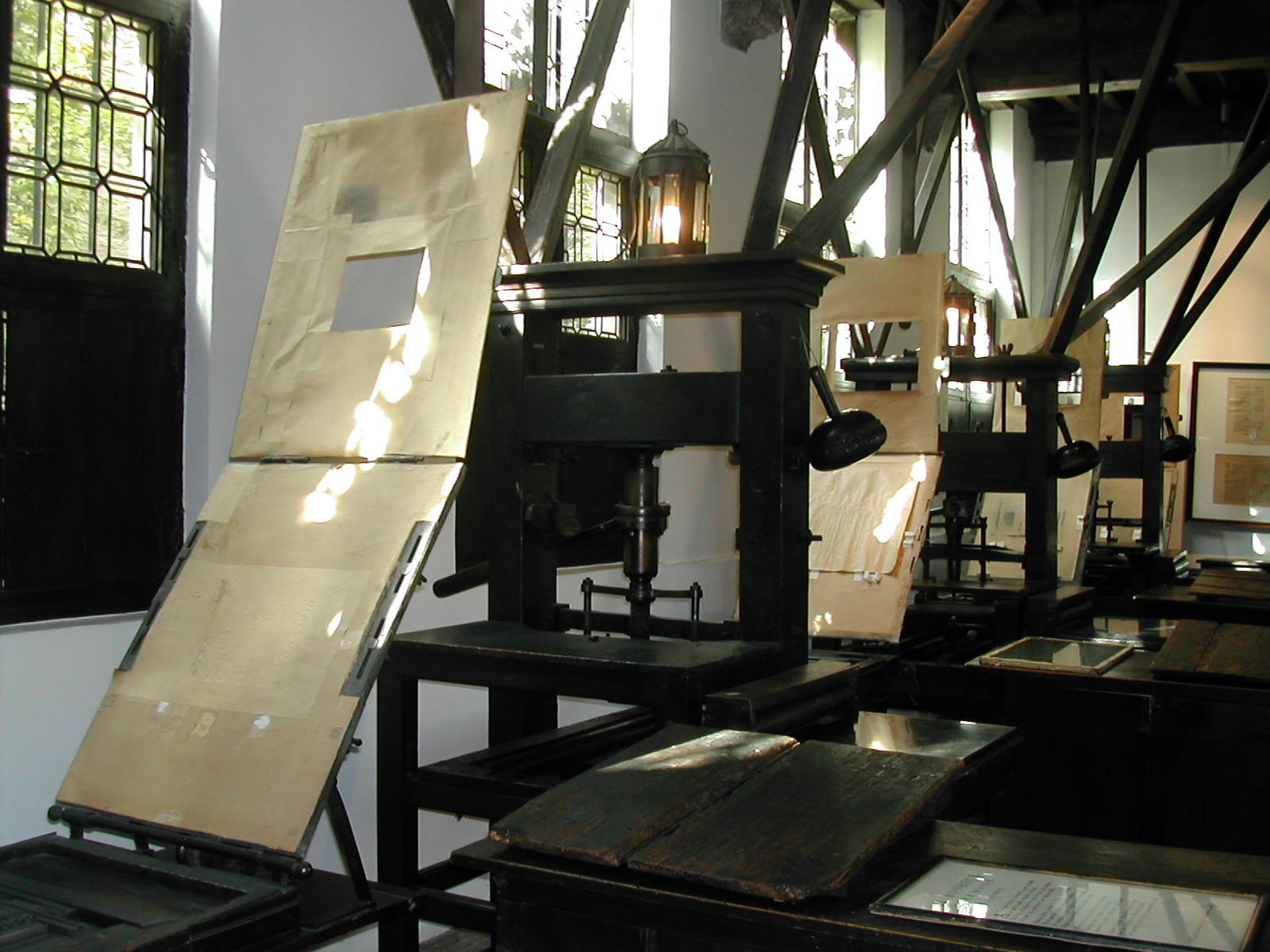
Authentieke houten drukpersen in het museum

Het volledige huis is uitgerust met Vlaams meubilair en kunstvoorwerpen en veel houtsnijwerk bekleed met goudleer. De collectie heeft ook een paar interessante doeken van Rubens, die een huisvriend was. In het museum is een schat aan historische boeken en drukken bewaard gebleven. De collectie omvat ruim 30.000 boeken (incunabelen en postincunabelen), originele zetstaven voor notenbalken en muziek.
In de drukkerij staan een aantal authentieke houten drukpersen, waaronder enkele zeer oude Blaeu-drukpersen. Er is een gieterij voor loden drukletters, compleet met een unieke collectie handgietvormen. Daarnaast worden punches en matrijzen bewaard, die worden toegeschreven aan bijvoorbeeld Claude Garamond, Johan Van der Keere en andere beroemde lettersnijders uit de 17e en 18e eeuw. Deze zijn van uitzonderlijk belang als typografisch erfgoed.

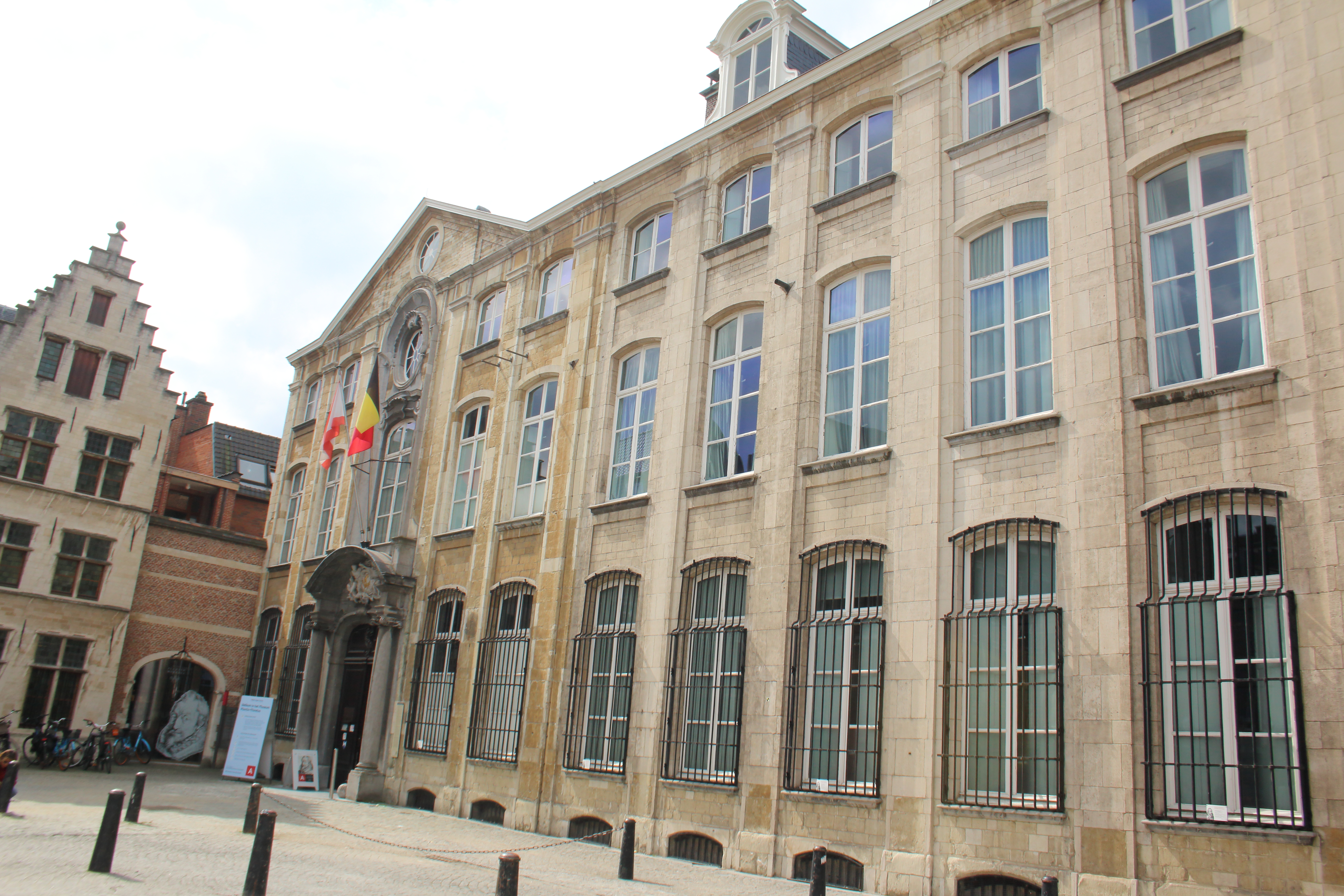
Museum in de 21e eeuw

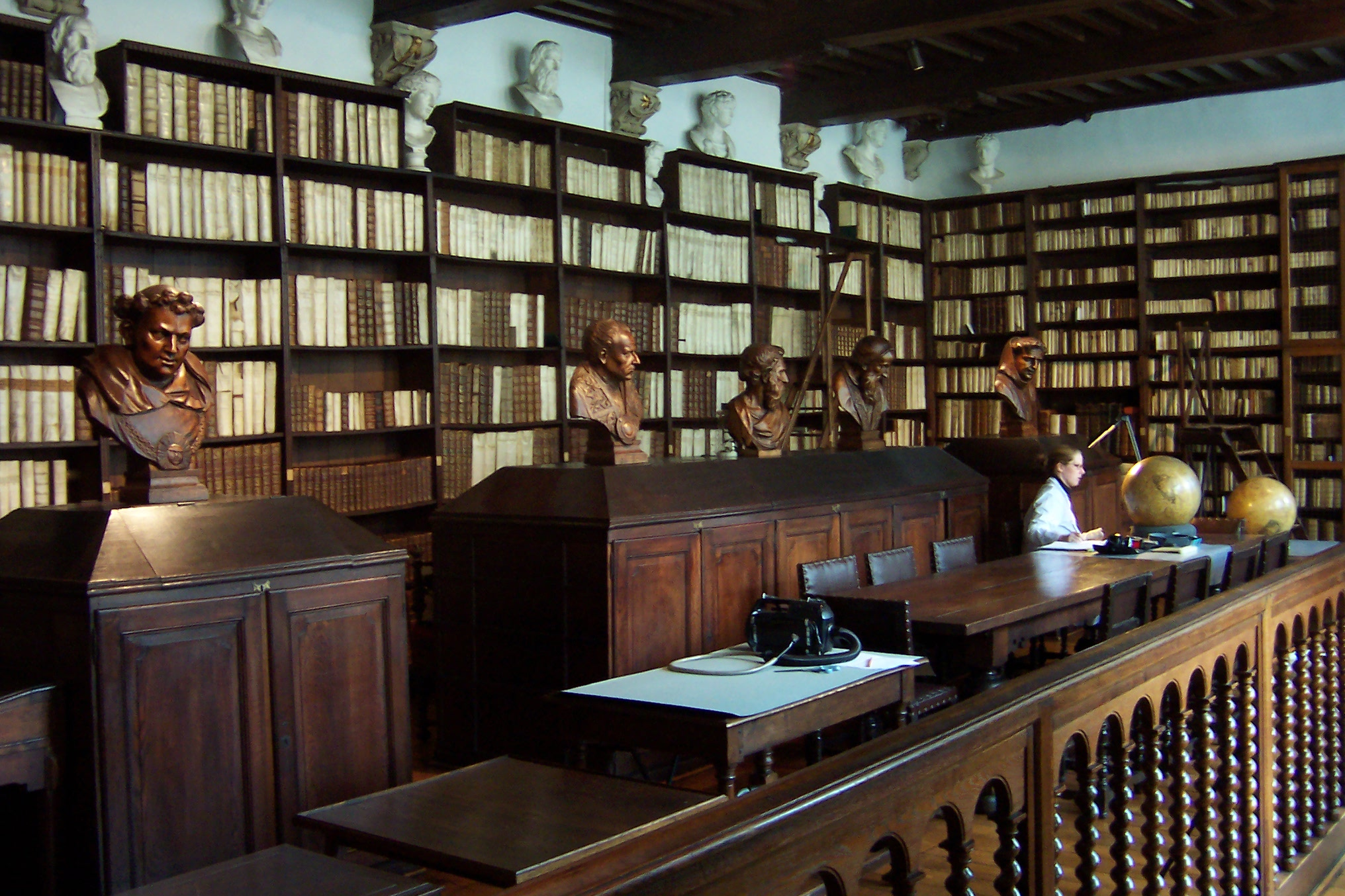
Bibliotheek

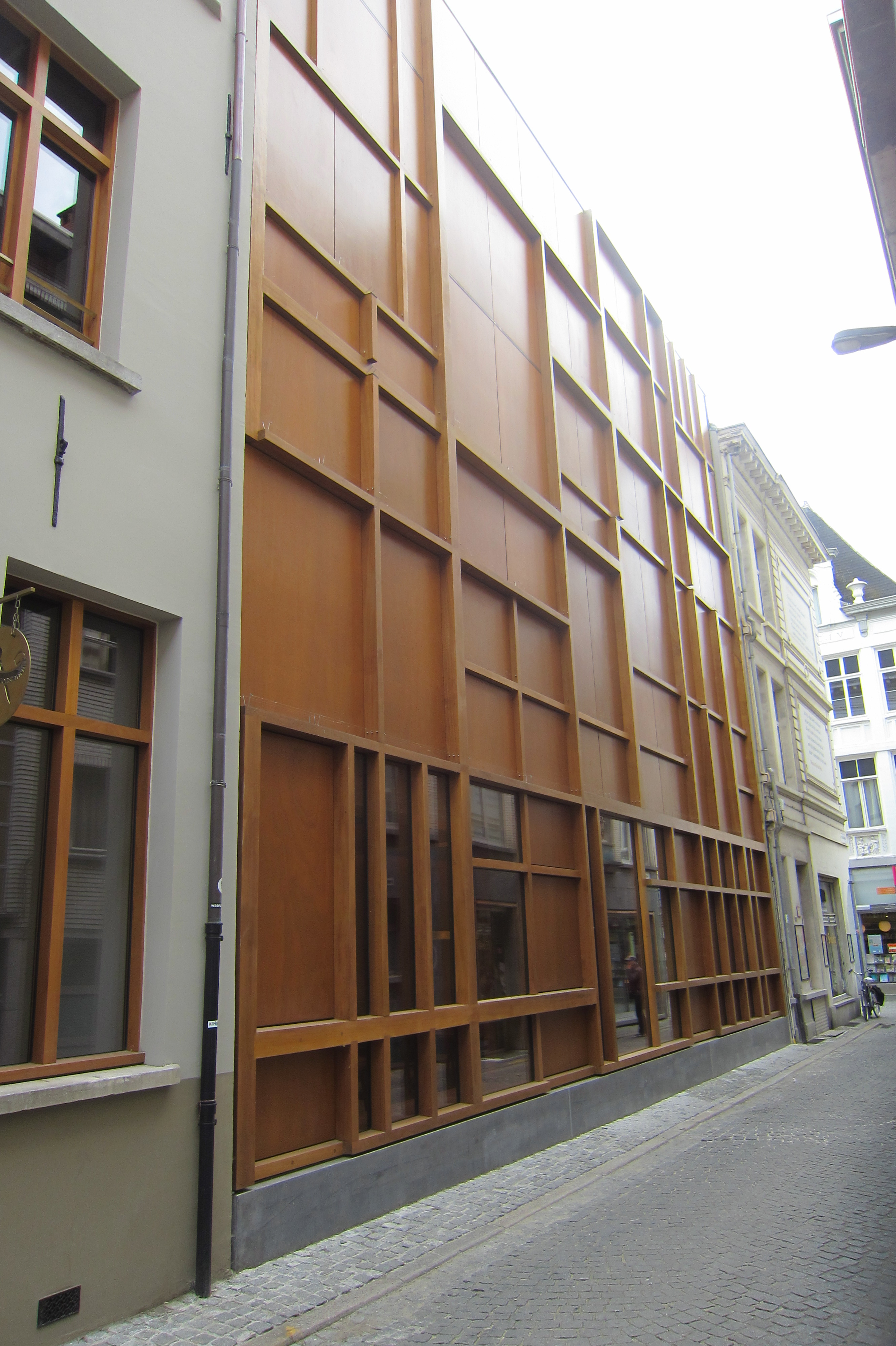
Gevel leeszaal aan de Heilige Geeststraat met verwijzing naar een letterbak

Er worden verder ruim 600 historische manuscripten bewaard (o.a. de wereldberoemde Kronieken van Jean Froissart uit de 15de eeuw), enige cartografische wereldbollen naar het model van Gerardus Mercator en enkele atlassen (o.a. het Theatrum Orbis Terrarum van Ortelius).
Ook is vrijwel het complete archief en de boekhouding over de periode dat de drukkerij actief was, bewaard gebleven. Dit is een zeldzame en bijzondere bron van informatie over de sociale geschiedenis van de stad Antwerpen en over de werkomstandigheden van de arbeiders. In een bewaard gebleven arbeidsreglement werden de arbeidstijden beperkt: niet voor vier uur ’s nachts beginnen, en tot ten laatste elf uur ’s avonds. . . Handzetters en drukkers stonden op stukloon, en maakten lange werkdagen om hun gezin te kunnen onderhouden. Toch werden drukkersknechten gewoonlijk beter betaald dan hun tijdgenoten.
- de Biblia Polyglotta, een vijftalige Bijbel (1568-1573)
- de Thesaurus Teutoniae Linguae van Cornelius Kiliaan
- het Cruydeboeck van Rembert Dodoens
- anatomisch werk van Andreas Vesalius en Joannes Valverde
- De thiende van Simon Stevin
- een exemplaar van de Gutenberg-bijbel

### Digitalisering
De bibliotheek van het Museum werkt aan het digitaliseren van de collectie, in samenwerking met onder meer Google Books. De kostbaarste werken worden echter ter plaatse ingescand.